# Larbaâ
Larbaâ (em árabe: لارباع) é uma cidade localizada na província de Batna, no noroeste da Argélia. Sua população era de 69 298 habitantes, em 2013.